# Rangabzeichen
Rangabzeichen (früher benutzter Ausdruck) oder Dienstgradabzeichen (heutige Bezeichnung) sind Abzeichen und Unterscheidungszeichen an der Kleidung, die den Dienstgrad oder den Rang der betreffenden Personen innerhalb einer Organisation kenntlich machen. Sie sind nicht zu verwechseln mit den Abzeichen eines Ranges, die als zusätzliches Attribut oder Ausrüstungsstück dem Inhaber eines Ranges zugestanden werden (z. B. Marschallstab).
in der Schweiz werden Rangabzeichen als Gradabzeichen bezeichnet, in Österreich wird allgemein ebenfalls der Begriff Dienstgradabzeichen verwendet, bei der Bundespolizei lautet die offizielle Bezeichnung Unterscheidungszeichen, die Bezeichnung Distinktionen ist bereits seit langem veraltet und nicht mehr in Gebrauch.
Historisch wurden Dienstgradabzeichen von Unteroffizieren und Mannschaften in der Regel als Ärmelabzeichen am Ober- oder Unterärmel getragen, während Schulterklappen, Kragenpatten sowie Ringkrägen Offizieren vorbehalten waren.
Darüber hinaus trugen Mannschaften, Unteroffiziere und Offiziere auch meistens unterschiedliche Kopfbedeckungen, zum Teil ist dies heute noch eingeschränkt der Fall: in der Regel unterscheiden sich Kopfbedeckungen wie z. B. Tellerkappen, die zu Ausgehuniformen getragen werden, im Österreichischen Bundesheer z. B. unterscheidet sich der auf dem Barett getragene Bundesadler farblich (Rekruten und Chargen/Mannschaften: schwarz, Unteroffiziere: silber, Offiziere und Generale: gold).
Uniformen von Offizieren waren oft wesentlich prächtiger ausgestaltet als die von Mannschaften und Unteroffizieren, allerdings bekamen Offiziere ihre Uniformen in der Regel nicht gestellt, sondern mussten diese selbst erwerben.

## Gängige Symbole für Dienstgradabzeichen
- allgemein für Offiziere unterschiedlich breite Litzen oder Tressen (Marinestreitkräfte, Luftstreitkräfte, Frankreich)
- Pflanzenteile
  - Laubblätter (USA: siebenfingriges Blatt (stilisiertes Eichenblatt, im Laufe der Zeit in der Darstellung „gerundet“) für Major in Gold und Lieutenant-Colonel in Silber, Bundeswehr: Eichenlaub für Stabsoffiziere in silber und Generale in gold)
  - Stilisiertes Edelweiß (Schweiz: höhere Stabsoffiziere und der Oberbefehlshaber der Armee; Österreich: alle Dienstgrade des Bundesheeres, jedoch Mannschaften und Unteroffiziere in weiß oder silber und Offiziere in gelb bzw. gold)
  - Eicheln (Deutschland: teilweise noch in den Forstverwaltungen der Länder und beim Bundesforst)
- Kronen (Großbritannien, Schweden)
- Ordenssterne (Deutschland, einige spezielle Regimenter in Großbritannien)
- 4-strahlige Sterne (Großbritannien)
- 5-strahlige Sterne (USA, Russland, Polen, Italien, Belgien, deutscher Zoll ab 2018)
- 6-strahlige Sterne (deutsche Polizei, Deutsches Rotes Kreuz, Feuerwehr in Baden-Württemberg, Österreich, Belgien)
- 20-strahlige Sterne (4 große und 16 kleine Strahlen; Deutschland)
- Winkel bzw. Sparren (seltener: Chevrons) aus Litze oder Tresse (in fast allen Armeen für Mannschaften und/oder Unteroffiziere)
- Halbbögen aus Litze (USA, sowohl unter als auch über oder ohne Winkel)
- Schrägbalken aus Litze oder geprägtem Blech (Bundeswehr, Belgien)
- Balken gestickt auf Stoff in Rot, Silber, Gold (deutsche Feuerwehren und Hilfsorganisationen, je nach Bundesland/Organisation)

Bekannt, aber weniger gebräuchlich sind Tierdarstellungen (USA: Colonel trägt stilisierten Adler) und Waffendarstellungen (Generale in der britischen Armee, früher auch Feldmarschälle der deutschen Armeen, Reichswehr und Wehrmacht, haben Säbel und Kommandostab gekreuzt).
Neben der beispielsweisen Darstellung von Tiersymbolen haben sich auch hinsichtlich der Anbringung organisations- und landestypische Traditionen entwickelt.
Heeressoldaten tragen ihre Dienstgradabzeichen heute überwiegend ebenfalls meist als Schulterklappen auf den Schultern, ebenso wie früher Offiziere als besonders gearbeitete Schulterstücke. In Belgien werden die Rangabzeichen in Heer und Polizei am Kragen getragen. In Österreich befinden sich die Unterscheidungszeichen der Heeresuniform und der Uniform der früheren Wachkörper Bundesgendarmerie und Sicherheitswache auf dem Kragenrevers. Seit Gründung des Wachkörpers Bundespolizei im Jahr 2005 werden die Unterscheidungszeichen wieder auf den Stehkragen angebracht.
Abzeichen, die den Rang innerhalb einer Organisation an der Kleidung kenntlich machen, sind bereits aus der römischen Armee bekannt. Auch die Wappenröcke in den Ritterheeren kennzeichneten ihren Träger und seinen Rang.
Dienstgradabzeichen in der heute bekannten Form finden sich jedoch erst im 18. Jahrhundert und entwickelten sich im frühen 19. Jahrhundert zu dem System, das noch heute in vielen – vor allem staatlichen – Großorganisationen anzutreffen ist. Wenngleich sich Dienstgrad- oder Rangabzeichen auch bei Polizei, Feuerwehr, Eisenbahngesellschaften, Grenzschutz, Rotem Kreuz, Förstern, Schützenvereinen usw. finden, war und ist der Schrittmacher dieser Entwicklung das Militär.
Die Einführung von Tarn- und Schutzuniformen seit dem Ersten Weltkrieg hat auch zu Änderungen bei der Gestaltung oder Anbringung der Dienstgradabzeichen geführt. US-amerikanische Soldaten tragen auf der Tarnuniform kleine brünierte Metallabzeichen, die aus größerer Entfernung nicht zu sehen sind. Die Wehrmacht führte für die Tarnuniform Rangabzeichen ein, die vom üblichen Tressen- und Sternmuster völlig abwichen und nur noch Tressen und waagerechtes Eichenlaub in unterschiedlicher Menge und Kombination aufwiesen und ebenfalls nur aus der Nähe auffielen. An der normalen feldgrauen Uniform wurden weiterhin die üblichen Dienstgradabzeichen getragen.
Die Bundeswehr führte Mitte der 1990er Jahre schwarze Dienstgradabzeichen auf olivgrüner Schlaufe für den Feldanzug und die Tarnuniform ein. (Teilweise sind die schwarzen Abzeichen auch auf fleckgetarntem Stoff und somit selbst aus der Nähe kaum zu erkennen; da diese Abzeichen aber nicht den dienstlich gelieferten entsprechen war das Tragen generell nicht erlaubt, wurde aber von einigen Vorgesetzten toleriert. Seit Dezember 2021 ist das Tragen aber durch Weisung des Generalinspekteurs erlaubt) Da im Einsatz die Splitterschutzweste getragen wird, sind nun auch die Schulterklappen nicht mehr sichtbar, weshalb ein einzelnes Dienstgradabzeichen mittig auf der Brust mit Klettverschluss befestigt wird, das dem Abzeichen der Tarnschulterklappe entspricht.
Offiziere der Seestreitkräfte tragen an den Unterärmeln goldene Tressen, an deren unterschiedlicher Breite, Anzahl und Abfolge der Dienstgrad zu erkennen ist. Ein großer Teil der Marinen der Welt und viele Land- und Luftstreitkräfte kennzeichnen ihre Mannschaftsdienstgrade und Unteroffiziere durch Abzeichen auf dem Oberärmel.